# Kræn Nielsen
Kræn Nielsen es un deportista danés que compitió en vela en la clase Soling. Ganó una medalla de plata en el Campeonato Mundial de Soling de 1994 y medalla de oro en el Campeonato Europeo de Soling de 1995.

## Palmarés internacional
| \| Campeonato Mundial \| Campeonato Mundial \| Campeonato Mundial \| Campeonato Mundial \| \| Año \| Lugar \| Medalla \| Clase \| \| ------------------ \| -------------------- \| ------------------ \| ------------------ \| \| 1994 \| Helsinki (Finlandia) \| Medalla de plata \| Soling \| \| Campeonato Europeo \| \| \| \| \| Año \| Lugar \| Medalla \| Clase \| \| 1995 \| Marstrand (Suecia) \| Medalla de oro \| Soling \| |                      |                  |        |
| Campeonato Mundial |                      |                  |        |
| Año | Lugar                | Medalla          | Clase  |
| 1994 | Helsinki (Finlandia) | Medalla de plata | Soling |
| Campeonato Europeo |                      |                  |        |
| Año | Lugar                | Medalla          | Clase  |
| 1995 | Marstrand (Suecia)   | Medalla de oro   | Soling |